# Morti nel 1334
| Questa pagina contiene informazioni ricavate automaticamente dalle voci biografiche con l'ausilio del template Bio e di un bot. L'aggiornamento è periodico e automatico e ricostruisce completamente la pagina. Se manca una persona in questa lista, sei pregato di non aggiungerla, ma accertati piuttosto che la sua voce biografica contenga il template Bio e che i dati anagrafici siano correttamente compilati. Se il template Bio manca, inseriscilo tu stesso o, in alternativa, metti l'avviso {{tmp\|Bio}} che ne segnala la mancanza. Se i dati riportati sono sbagliati, correggi direttamente la voce biografica; le modifiche saranno visibili in questa lista entro pochi giorni. Per chiarimenti vedi il progetto biografie. La lista contiene solo le 21 persone che sono citate nell'enciclopedia e per le quali è stato implementato correttamente il template Bio. Pagina aggiornata al 2 ago 2025. |

- 17 gennaio - Giovanni di Bretagna, conte
- 7 maggio - Maria di Savoia, principessa (n. 1298)
- 11 maggio - Angelo da Porta Sole, vescovo cattolico e predicatore italiano
- 19 agosto - Giovanni d'Aragona, arcivescovo cattolico spagnolo (n. 1304)
- 21 agosto - Uberto da Cesena, vescovo cattolico italiano
- 10 settembre - Guglielmo Durando di San Porciano, vescovo cattolico, teologo e filosofo francese
- 15 settembre - Beatrice d'Este, nobildonna italiana (n. 1268)
- 25 settembre - Filippo I di Savoia-Acaia, nobile (n. 1278)
- 28 settembre - Konrad Kesselhut, tedesco
- 4 dicembre - Papa Giovanni XXII, papa, arcivescovo cattolico e cardinale francese
- 14 dicembre - Ottone IV di Baviera, duca tedesco (n. 1307)
- Tarmashirin, condottiero mongolo
- Andalò del Negro, astronomo, geografo e scrittore italiano (n. 1260)
- Safi al-Din Ardabili, religioso e poeta curdo (n. 1252)
- Giovanni l'Eunuco, funzionario bizantino
- Mino da San Quirico, religioso italiano
- Sirgianni Paleologo, nobile e generale bizantino
- Vanni degli Abati del Malia, nobile e politico italiano
- Bartolomeo Zaccaria, marchese italiano
- Zenzelino dei Cassani, giurista francese
- Giacomo d'Aragona, principe (n. 1296)